# Saikin Yatotta Maid ga Ayashii
Saikin Yatotta Maid ga Ayashii (最近雇ったメイドが怪しい Saikin Yatotta Meido ga Ayashī?), también conocida como The Maid I Hired Recently Is Mysterious, es una serie de manga japonesa escrita e ilustrada por Wakame Konbu. La serie comenzó como un webcómic en 2019 y fue serializada en la revista Gekkan Gangan Joker de Square Enix el 22 de enero de 2020 hasta el 21 de septiembre de 2024. La serie se compiló en ocho volúmenes tankōbon a partir de noviembre de 2024. El capítulo 1 en japonés, es gratuito en la app Manga Up! Una adaptación al anime por parte Silver Link y Blade se estrenó el 23 de julio de 2022 en el bloque de programación ANiMAZiNG!!!.

## Argumento
A pesar de su corta edad, Yuuri queda huérfano y se convierte en el nuevo amo de la mansión donde vivía con sus padres y sus sirvientes. Ahora que esos tiempos en familia quedaron atrás, el joven amo se ve obligado a renunciar a sus sirvientes, ya que su herencia es pequeña y no los puede costear.
Pasa sus días en soledad dentro de su vacía mansión. Dada su edad y el tamaño de la mansión, Yuuri decide hacerse cargo del cuidado de esta. Sin embargo, la llegada de la hermosa sirvienta Lilith, que se ofrece a trabajar gratis, lo deja descolocado y sin saber qué trama. En cada momento Lilith hace latir su corazón con cada una de sus acciones, puesto que, a ojos del inocente e inmaduro Yuuri, actúa de forma sospechosa. Por otra parte, cada vez que intenta jugarle alguna inocente broma a su joven amo, el corazón de Lilith siempre es tomado por sorpresa por las directas, inocentes y sinceras palabras de Yuuri.

## Personajes
Yuuri (ゆうり Yūri?)
 Seiyū: Saori Hayami, Danann Huicochea (español latino)
El personaje principal de esta obra. Un niño inocente que vive en una mansión de campo. Llamado "Bochama" por Lilith. Sus padres murieron en un accidente y conoció a Lilith justo antes de despedir a todas las criadas de la mansión. Solo la élite de la clase alta es admitida en la escuela primaria privada Adel Academy, y después de conocer a Lilith, él comenzó a asistir a la escuela. Siempre cree que Lilith actúa de forma "sospechosa". Él no conoce sus sentimientos por Lilith como amor, y honestamente pone sus pensamientos en palabras.
Lilith (リリス Ririsu?)
 Seiyū: Rie Takahashi, Mildred Barrera (español latino)
Una sirvienta que sirve a Yuri. Viste ropa de sirvienta con hermosos ojos morados, posee un enorme busto y es particularmente buena para cocinar. Quiere abrir el corazón de Yuri, ser una sirvienta de confianza y, sobre todo, desear un crecimiento saludable, así que se pone en contacto con Yuri. Como mujer adulta, bromea y se burla de Yuri, pero debido a la personalidad de Yuri, se sonroja debido a un contraataque. Solía ser una chica solitaria que asistía a la misma escuela que Fujisaki y mantenía alejada a la gente.
Tsukasa Gojouin (五条院 つかさ Gojōin Tsukasa?)
 Seiyū: Yui Horie, Ale Pilar (español latino)
Compañera de clase de Yuri. Una chica con una personalidad desagradable, vigila los sentimientos inquebrantables de Yuri por Lilith y se vuelve delirante. Su hogar es una mansión hermosa y enorme con una colección de obras de amor. 
Fujisaki (藤崎?)
 Seiyū: Mikako Komatsu, Cynthia Chong (español latino)
Mayordomo de la familia Gojoin, se lleva bien con Tsukasa. Solía ser una niña problemática en la escuela, pero cambió por completo después de conocer a Tsukasa.
Natsume Nakashima (中島 ナツメ Nakashima Natsume?)
 Seiyū: Miyu Tomita, Montse Aguilar (español latino)
Excompañera de clase y colega de Lilith. Le gusta Lilith y visita la mansión de Yuri para llevarla de regreso a su mansión original. Aunque es sirvienta, no es buena en las tareas del hogar. Después de enseñarle a Yuri "varios gustos", regresa con el dueño de la mansión original.

## Contenido de la obra

### Manga
Escrito e ilustrado por Wakame Konbu, Saikin Yatotta Maid ga Ayashii comenzó como un webcómic en 2019 y fue serializado en la revista de manga shōnen Gekkan Gangan Joker de Square Enix el 22 de enero de 2020 hasta el 21 de septiembre de 2024. A partir de noviembre de 2024, se han publicado ocho volúmenes tankōbon y en América del Norte, Yen Press obtuvo la licencia de la serie para su publicación en inglés.

#### Lista de volúmenes
| N.º | Fecha de lanzamiento     | ISBN original          |
| --- | ------------------------ | ---------------------- |
| 1   | 22 de abril de 2020      | ISBN 978-4-7575-6618-7 |
| 2   | 21 de agosto de 2020     | ISBN 978-4-7575-6805-1 |
| 3   | 22 de enero de 2021      | ISBN 978-4-7575-7043-6 |
| 4   | 20 de julio de 2021      | ISBN 978-4-7575-7230-0 |
| 5   | 22 de febrero de 2022    | ISBN 978-4-7575-7603-2 |
| 6   | 22 de septiembre de 2022 | ISBN 978-4-7575-8149-4 |
| 7   | 22 de julio de 2023      | ISBN 978-4-7575-8679-6 |
| 8   | 21 de noviembre de 2024  | ISBN 978-4-7575-9521-7 |

### Anime
El 17 de mayo de 2022 se anunció una adaptación al anime. Es producida por Silver Link y Blade, con Misuzu Hoshino dirigiendo la serie, Mirai Minato como directora en jefe y manejando los guiones, Yoshino Machi en el diseño de los personajes y Kōji Fujimoto y Osamu Sasaki componiendo la banda sonora. La serie se estrenó el 23 de julio de 2022 en ABC y en el bloque de programación ANiMAZiNG!!! de TV Asahi. Crunchyroll obtuvo la licencia de la serie fuera de Asia. Ese mismo día, Crunchyroll anunció que la serie recibió un doblaje tanto en inglés como en español latino, que se estrenara próximamente.

## Recepción
En 2020, el manga fue nominado para los 6th Next Manga Awards y ocupó el noveno lugar entre 50 nominados.